# Dar al-Islam
Dar al-Islam é um termo árabe que significa "território islâmico". É utilizado no islão para classificar territórios sob controle muçulmano.
É o conjunto dos territórios onde se aplica a lei islâmica (charia). 
O resto do mundo, nessa visão, está sob controle infiel (não muçulmano) sendo conhecido como Dar al-Harb, "a casa da guerra" e segundo a tradição islâmica,  os muçulmanos são obrigados a subjugar Dar al-Harb (qualquer território que não está sob controle islâmico) e transformá-lo em Dar al-Islam (em um território governado pelo Islã), esse processo foi realizado na maioria das vezes através da guerra, onde o papel principal do islã é subjugar os infiéis (adeptos de qualquer outra religião pagã ou ateus) ao Islã, pois reivindica para si o status de única religião verdadeira.
Dar al-Islam é também uma das três zonas em que os sábios islâmicos dividiram o mundo, segundo uma visão que remonta aos primórdios da expansão do islão a partir da Península Arábica, que contudo não se encontra no Alcorão. As outras duas zonas são Dar al-Muahadah ("terra de tratado", ou seja, as terras que se estabeleceram acordos com a terra do islão) e Dar al-Harb ("terra de guerra").